# Muziekuitgeverij
Een muziekuitgeverij is een in bladmuziek (muziek-partituur én eventuele tekst of libretto) gespecialiseerde uitgeverij, die voor de schrijvers van muziek, zoals componisten en arrangeurs, de inning en verlening van auteursrechten regelt. Die muziekwerken worden aangeleverd (passief beleid) dan wel in opdracht geschreven (actief beleid) door beroepsschrijvers.
In de laatste categorie vallen uitgeverijen als die op het Amerikaanse straatje Tin Pan Alley en het Britse Soho Street gevestigd waren.
Het bestand van een uitgeverij heet een fonds, een catalogus biedt hiervan een overzicht. Sommige uitgeverijen hebben meerdere fondsen, bv. na overname van een andere uitgeverij of om een bepaald type publicaties (bv. literair of academisch) onder een apart 'label' te presenteren ten behoeve van een ander publiek.
Muziekpublicaties krijgen geen ISBN, maar een ISMN.
Historisch speelden grote/prestigieuze uitgevers, zeker in de klassieke muziek, een belangrijke rol, vergelijkbaar met die van de muziekstudio's in de tijd van massaproductie en -media. Sommige permitteerden zich zelfs om werken, soms  zonder overleg met de auteur, te wijzigen of zelfs onder andermans naam uit te geven.
In Nederland worden de muziekuitgeverijen vertegenwoordigd door de NMUV, de Nederlandse Muziek Uitgevers Vereniging. Voorbeelden van Nederlandse muziekuitgeverijen zijn: G. Alsbach & Co en Muziekuitgeverij A.A. Noske.